# Kedung Pucang
Kedung Pucang is een bestuurslaag in het regentschap Purworejo van de provincie Midden-Java, Indonesië. Kedung Pucang telt 3632 inwoners (volkstelling 2010).